# Scipio Sighele

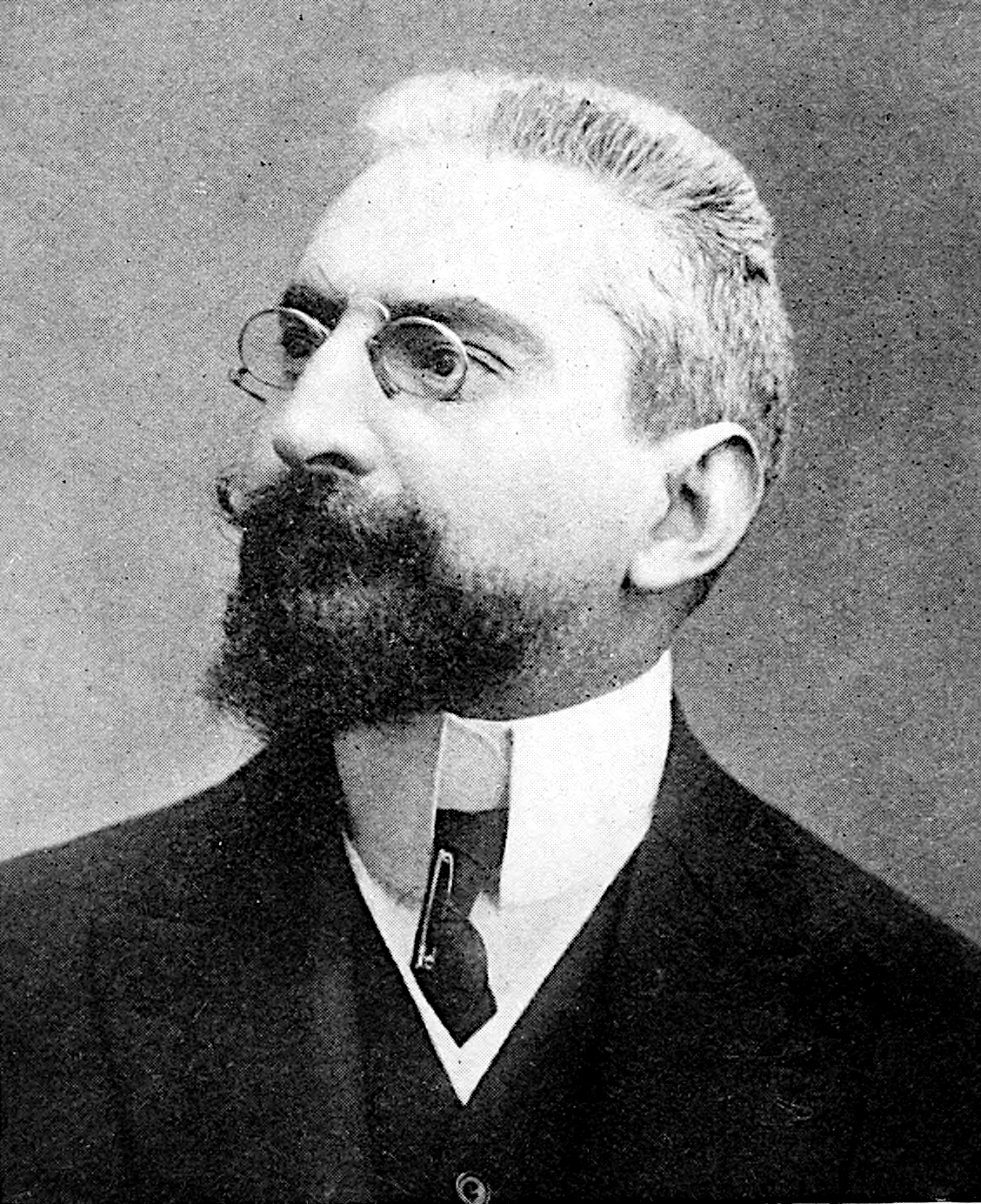
Scipio Sighele

Scipio Sighele (ur. 1868, zm. 1913) – włoski kryminolog. Stworzył on tak zwaną psychologię tłumów, która następnie została rozwinięta i spopularyzowana przez Gustave'a Le Bona. Praca Le Bona pod tytułem Psychologia tłumu okazała się klasyczną pozycją w naukach społecznych, czytaną i wznawianą od ponad 100 lat.